# Петро Молодідов
Петро Володимирович Молодідов — козачий отаман, прихильник ідеї відновлення Всевеликого Війська Донського. Брав участь у війні в Абхазії, Придністров'ї, Чечні. Був одним із лідерів відродження російського козацтва. Має 7 судимостей за бійки, хуліганства, вбивства. Один із командирів 96-го козачого полку.

## Біографія
Донський козак, учасник Першої чеченської війни, війни в Придністров'ї, війни в Абхазії.
Виношував ідею відновлення Всевеликого Війська Донського. Підтримував дружні стосунки з УНСО.
Влітку 2001 року у Ростовській області було скоєно кілька вбивств осіб кавказької національності. У ході розслідування одного з них було заарештовано Павлова, проте він завзято мовчав. У розпал слідства до міліції прийшов Петро Молодідов і зізнався у цьому вбивстві. Він пояснив свій вчинок небажанням поставити під удар невинних. У ході розслідування було виявлено безпосередню участь Молодідова та Павлова у ще двох вбивствах — Михайла Мушик'яна та Юрія Балікчана. Як з'ясувалося, Молодидів, Павлов та ще кілька ростовчан організували банду, яка займалася вбивствами кавказьких осіб. Принаймні так вони пояснювали свої злочини.
Суд над Молодідовим та його спільниками тривав 3 місяці. 19 березня 2003 року Ростовським обласним судом Молодидів отримав 17 років позбавлення волі у колонії суворого режиму; Павлов, який був головним учасником всіх злочинів, отримав 23 роки позбавлення волі; інші члени банди: Кисляков — 12 років, Зякін — 13 років, Биков — 11 років, Іванова — 5 років.
Відбув у висновку термін 17 років та 10 місяців. Звільнено 15 листопада 2019 р.